# Атлантик Сити (Вајоминг)
Атлантик Сити (енгл. Atlantic City) насељено је место без административног статуса у америчкој савезној држави Вајоминг.

## Демографија
По попису из 2010. године број становника је 37, што је 2 (-5,1%) становника мање него 2000. године.
| Група             | 2000.      | 2010.      |
| Белци             | 36 (92,3%) | 35 (94,6%) |
| Афроамериканци    | 0 (0,0%)   | 0 (0,0%)   |
| Азијати           | 0 (0,0%)   | 0 (0,0%)   |
| Хиспаноамериканци | 1 (2,6%)   | 1 (2,7%)   |
| Укупно            | 39         | 37         |